# Marib (muhafaza)
Marib (arap. ‏‏مأرب) je jedna od 20 jemenskih muhafaza. Ova pokrajina prostire se u unutrašnjosti Jemena.
Pokrajina Marib ima površinu od 17.450 km² i 241.690 stanovnika, a gustoća naseljenosti iznosi 13,9 stanovnika na km².

## Weblinks
- Službene web stranice pokrajine Ma'rib